# Oeax ugandae
Oeax ugandae es una especie de escarabajo longicornio del género Oeax, subfamilia Lamiinae. Fue descrita científicamente por Breuning en 1971.
Se distribuye por Uganda. Posee una longitud corporal de 7 milímetros. El período de vuelo de esta especie ocurre en el mes de marzo.